# Torps naturreservat
Torp är ett naturreservat i Skara kommun i Västra Götalands län.
Området är skyddat sedan 1975 och omfattar 134 hektar. Det är beläget norr om Varnhem och består av en gammal gård i ett böljande vackert landskap.

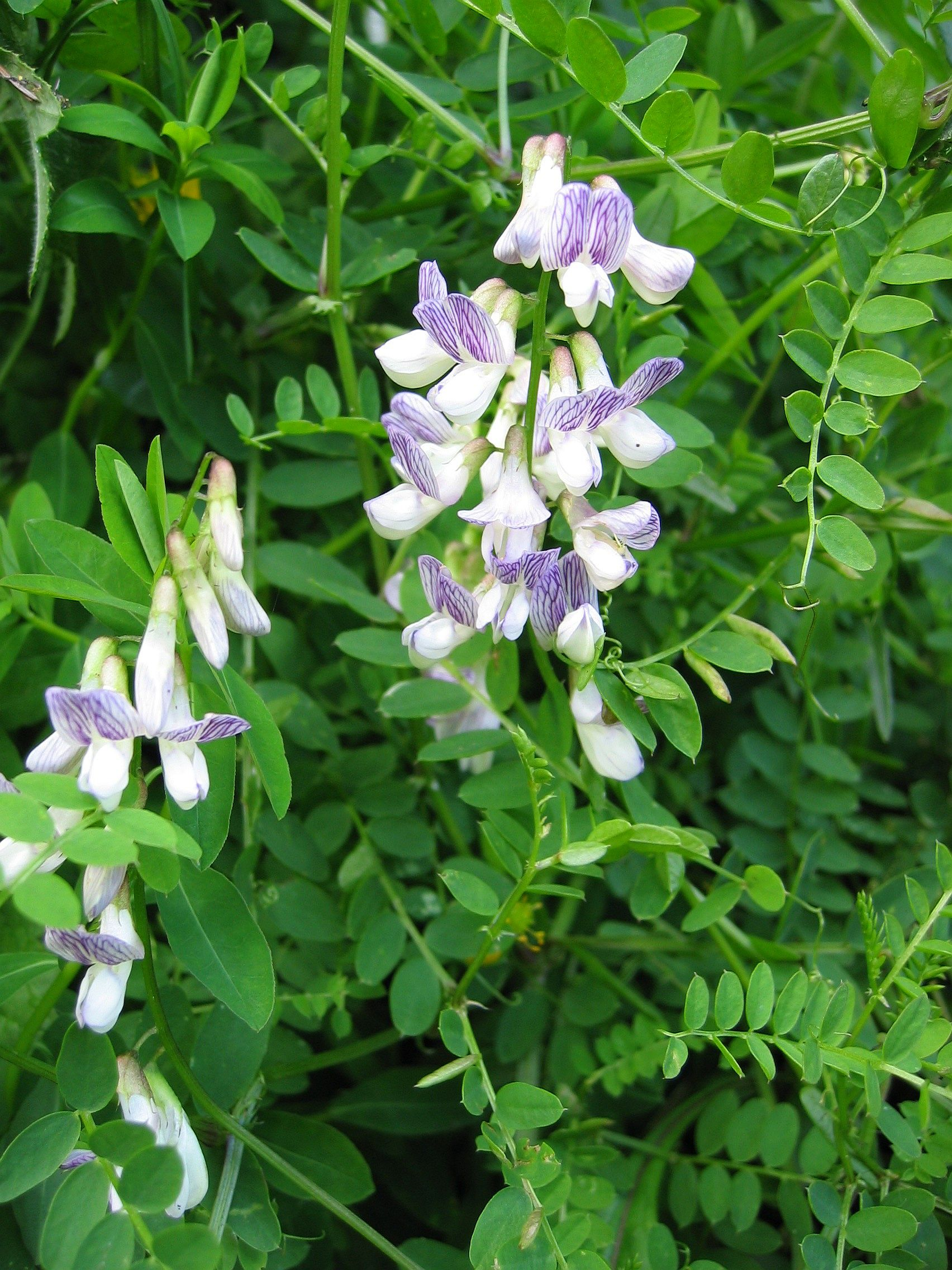
Skogsvicker

Reservatet ligger i övergången mellan Vallebygdens kamelandskap och Billingens västra sluttning. Det består av småkulligt landskap med betesmarker och små åkrar, lövskogar, sumpskogar och rikkärr.
De gamla lövträden och förekomst av död ved bidrar till rik förekomst av insekter bl.a. vedskalbaggar. I området finns växter som  trolldruva, blåsippa, skogsvicker, stinksyska, skogsbingel och ormbär. I lägre delar finns löv- och blandskogar där klibbal dominerar. I dessa delar finns rik mossflora och där växer bland annat kärrfibbla och skärmstarr.
På våren är marken i naturreservatet täckt av vitsippor och lite senare under våren blommar de många körsbärsträden. Även gullpudra och liljekonvalj växer i naturreservatet. Andra arter som finns i reservatet är nötkråka, smörbollar, trollduva, lunglav och svavelsticka.

## Historia
Mitt i naturreservatet ligger Torps gård som uppfördes på 1700-talet. Det var en herrgård som senare användes som ryttmästarbostad av Västgöta regemente. Den är välbevarad och ligger vid de finaste och bördigaste åkerjordarna där man förr odlade. Högre upp på berget finns hagmarkerna där fler torp fanns. Där fick förr boskap beta. Ännu högre upp mot Billingen kommer man till barrskogen där landskapet blir kargt. Där låg backstugorna som det finns flera lämningar efter idag. En stenhög är lämningarna efter stugan Lunnaliden, där Bagga-Lars ska ha bott med sin sinnessjuka dotter i slutet av 1800-talet. Hon ska ha skickat friarbrev till alla ungkarlar i trakten, men fått nej från samtliga.
En bit norrut finns en annan stuggrund kvar som kallades för Husars. Där ska samtliga tre grannbarn ha begått självmord vid olika tillfällen på 1860-talet. Under ett snöbärssnår fanns en gång stugan Lilla Röjan där en prostituerad kvinna ska ha bott. Även hon begick till slut självmord. På 1800-talet, när allt detta skedde var berget kalt, jorden fattig och det fanns inga träd så högt upp.
I övrigt finns lämningar som är cirka 3000 år gamla, från tiden för sena bronsåldern och järnåldern.